# Астроцитома
Астроцито́ма — глиальная опухоль головного мозга, возникающая из астроцитов. Может встречаться в любом возрасте. Является наиболее распространенной опухолью среди нейроэктодермальных. Опухоль бледно-розового цвета, по плотности практически не отличается от вещества мозга. Отграничена от вещества мозга, однако бывают случаи, когда определить границы астроцитомы невозможно. Внутри опухоли часто образуются кисты, которые растут медленно, но могут достигнуть существенно больших размеров. В основном, образование кист при астроцитоме происходит у детей. У взрослых астроцитома возникает чаще всего в полушариях большого мозга, у детей — в полушариях мозжечка в виде узлов с кистами. Наиболее характерным для астроцитомы является экспансивно-инфильтративный рост.
Астроцитома поддаётся диагностике, удаляют её только хирургическим путём. Для обнаружения опухоли делают компьютерную томографию (КТ) и магнитно-резонансную томографию (МРТ). При подозрении на опухоль обязательно проводят биопсию. Для этого вскрывают череп, затем забирают образец ткани мозга, который изучают под микроскопом на наличие опухолевых клеток, и если они обнаружены, то удаляется как можно большая часть опухоли.

## Виды астроцитом[3]

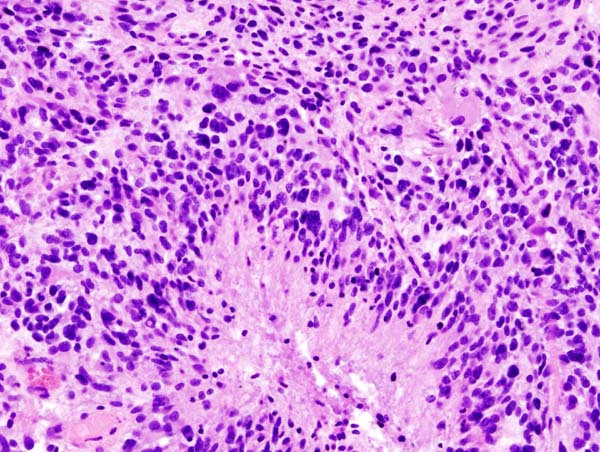
Гистологический срез глиобластомы

- Пилоцитарная астроцитома (I степень злокачественности) — доброкачественная опухоль с четкими границами, растет медленно. Чаще встречается у детей. В основном локализируется в мозжечке, стволе мозга и зрительных нервах.
- Фибриллярная астроцитома (II степень злокачественности) — опухоль без четких границ, растет медленно. Встречается у больных 20-30 лет.
- Анапластическая астроцитома (III степень злокачественности) — злокачественная опухоль без четких границ, растет быстро, прорастает в мозговую ткань. Возраст у больных 30—50 лет, чаще болеют мужчины.
- Глиобластома (IV степень злокачественности) — наиболее злокачественная опухоль без четких границ, растет очень быстро, прорастает в мозговую ткань. Возраст у больных 40—70 лет, чаще болеют мужчины[4].

## Симптомы
Симптомы астроцитом разнообразны, они зависят от возраста и месторасположения опухоли. Наиболее частыми симптомами этого заболевания являются:
- головные боли;
- тошнота и рвота;
- потеря равновесия и затрудненная ходьба;
- нарушение письма, замедленная речь;
- вялость, сонливость;
- снижение или увеличение веса.

## Лечение
Основой лечения астроцитом является хирургическое вмешательство. При операции опухоль может быть удалена, особенно если она располагается в функционально менее значимых зонах (например, в правой височной доле). Важным методом, позволяющим локализовать опухоль, является пункция мозга. Этот метод позволяет определить плотность ткани и обнаружить возможные в опухоли кисты. После операции проводят химиотерапию и лучевую терапию.
В 2024 г. был одобрен ворасидениб.